# Dienis Puszylin
Dienis Władimirowicz Puszylin, ros. Денис Владимирович Пушилин, ukr. Денис Володимирович Пушилін (ur. 9 maja 1981 w Makijiwce) – doniecki polityk i separatysta, przewodniczący parlamentu nieuznawanej na arenie międzynarodowej Donieckiej Republiki Ludowej w 2014 i ponownie od 2015 do 2018, od 7 września do 18 października 2018 p.o. premiera, od 20 listopada 2018 „głowa państwa”.

## Życiorys
Według mediów ma wykształcenie średnie, skończył liceum w Makijiwce. W latach 1999–2000 odbył służbę wojskową. Następnie rozpoczął studia ekonomiczne w Donbaskiej Narodowej Akademii Budownictwa i Architektury; we własnym biogramie dostarczonym komisji wyborczej podał, że je ukończył. Od 2002 do 2011 pracował w firmie handlowej „Sołodke Żyttia”. Od 2011 do 2013 zatrudniony w MMM-2011, reaktywowanej piramidzie finansowej założonej przez Siergieja Mawrodiego. W firmie doszedł do stanowiska kierowniczego. Następnie pozostawał bezrobotny. W 2013 wystartował w wyborach do parlamentu z listy „Mamy jeden cel” w okręgu kijowskim i zdobył 0,08% głosów.
W 2014 zaangażował się w działalność ruchów separatystycznych w Donbasie, m.in. jako przywódca wieców przeciwko władzom w Kijowie. Został rzecznikiem rebeliantów i zastępcą ludowego gubernatora Donbasu Pawła Gubariewa, a po jego aresztowaniu 5 kwietnia faktycznym następcą. 29 kwietnia objęty sankcją zakazu wjazdu na teren Unii Europejskiej (później także na teren innych krajów europejskich oraz Stanów Zjednoczonych i Kanady). 15 maja 2014 został przewodniczącym Rady Najwyższej Donieckiej Republiki Ludowej i tym samym formalnie głową państwa. W czerwcu przeprowadzono na niego dwa nieudane zamachy bombowe: pierwszy z 7 czerwca przeżył (jednak zginął w nim jego asystent), w drugim z 12 czerwca przypadku bomba montowana pod jego samochodem zabiła zamachowców. 18 lipca podczas trwającego od czerwca pobytu w Moskwie zrezygnował z funkcji szefa parlamentu.
Został później koordynatorem Ludowego Frontu Noworosji. Jesienią 2014 wystartował w kolejnych wyborach z ramienia partii Republika Doniecka, 14 listopada został wiceprzewodniczącym parlamentu. Został przedstawicielem Rady Najwyższej w negocjacjach pokojowych w Mińsku. 4 września 2015 tymczasowo objął fotel szefa parlamentu po odwołaniu pod przymusem aresztowanego Andrieja Purgina. 11 września został pełnoprawnym przewodniczącym. 7 września 2018 po śmierci Aleksandra Zacharczenki i unieważnieniu objęcia władzy przez Dmitrija Trapieznikowa został pełniącym obowiązki głowy państwa. Miał je sprawować do wyborów 11 listopada. 14 września zakończył pełnienie funkcji szefa parlamentu. 18 października jako swojego następcę na fotelu premiera wyznaczył Aleksandra Ananczenkę.
20 grudnia 2022 roku otrzymał rosyjski Order „Za zasługi dla Ojczyzny” I klasy.

## Życie prywatne
Jest żonaty z Jeleną, ma dwoje dzieci.